# Standing NATO Maritime Group 1
Standing NATO Maritime Group 1 (SNMG1) er den ene af NATO's to stående flådestyrker. Før den 1. januar 2005 var styrker benævnt Standing Naval Force Atlantic (STANAVFORLANT). Gruppen blev også i en kort overgang kaldt Standing NATO Response Force Martime Group One.
SNMG1 består som regel af 4-6 destroyere og fregatter samt et genforsyningsskib med Canada, Tyskland, Holland, Storbritannien, og United States Navy som permanente medlemmer af gruppen. Gruppen har ofte skibe fra Belgien, Danmark, Norge, Polen, Portugal, og Spanien som medlemmer i perioder. SNMG1-styrken opererer, træner og øver på daglig basis, således at NATO's flådestyrker altid er klar på enhver tænkelig situation.
Skibene er i reglen tilknyttet til styrken i perioder op til seks måneder, hvorefter et andet skib tager dets plads. Det er ikke nødvendigvis et skib fra samme land der afløser et skib fra gruppen. Styrkechefen og staben forbliver med styrken i et år, og embedet roterer mellem de deltagende lande.

## Operationer
I fredtid opererer og træner styrken primært i det østlige Atlanterhav. Allied Command Operations (ACO) har operationel kontrol over styrken og hvis styrken forlader området vil ACO delegere den operationelle kontrol over styrken til den kommando der er har ansvaret for det område hvor styrken opererer.

## Organisation
SNMG1 er en del af NATO Response Force (NRF).

## Historie
STANAVFORLANT blev etableret i 1968 og hørte under Supreme Allied Commander Atlantic indtil den kommando blev nedlagt i 2003. Den efterfølgende reorganisering af NATO betød at STANAVFORLANT fremover hørte under ACO.
I september 2007, var SNMG1 i det Røde Hav på vej mod Suez-kanalen for at foretage en omsejling af Afrika da en vulkan på øen Jabal al-Tair brød ud. SNMG1-styrken assisterede den Yemenitiske kystvagt i evakueringen af de militære styrker der var udstationeret på øen.

## Eksterne links
- Wikimedia Commons har flere filer relateret til Standing NATO Maritime Group 1
- Official SNMG1 Homepage Arkiveret 24. februar 2011 hos  Wayback Machine
- Allied Maritime Command Headquarters Homepage Arkiveret 22. juli 2015 hos  Wayback Machine
- Africa Deployment Brochure  (Webside ikke længere tilgængelig)
- Photos from SNMG1 2009 Arkiveret 4. marts 2009 hos  Wayback Machine